# Marie-Thérèse Armentero
Marie-Thérèse Fuzzati-Armentero, née le 13 novembre 1965, est une nageuse suisse d'origine espagnole, médaillée de bronze mondiale en 1986.

## Carrière
Marie-Thérèse Armentero commence la natation à Genève.
Participant aux Jeux olympiques d'été de 1984, elle se qualifie pour le 100 m nage libre et le 4 × 100 m 4 nages. Sur la première course, elle termine 4e de sa série et ne passe au tour suivant tandis que sur le 4 × 100 m 4 nages, elle atteint la finale et termine 6e avec ses compatriotes Eva Gysling, Patricia Brülhart et Carole Brook.
En 1986, aux championnats du monde, elle termine 3e du 50 m nage libre derrière la Roumaine Tamara Costache et l'Allemande Kristin Otto. L'année suivante, elle est médaillée d'argent sur le 50 m nage libre aux Universiade d'été de 1987.
Aux Jeux de 1988, elle participe au 50 m et au 100 m nage libre, sans dépasser le stade des séries à chaque fois.
Née d'un père physicien espagnol et d'une mère allemande, elle a d'abord la nationalité espagnole avant d'être naturalisée suisse à 14 ans. Marie-Thérèse Armentero vit 15 ans à Pavie après sa carrière sportive avant de venir s'installer à Paris. Biochimiste de formation, elle travaille en Italie dans un institut de neurologie et s'intéresse à la maladie de Parkinson. En France, elle devient bénévole pour l'Association France Parkinson puis chargée de mission scientifique. Elle est également membre du conseil d’administration du Cercle des Nageurs de Paris.
En 2006, elle intègre le Hall of Fame de l'université de Toronto.

## Palmarès
| Date | Événement             | Lieu         | Place | Course            |
| ---- | --------------------- | ------------ | ----- | ----------------- |
| 1984 | Jeux olympiques       | Los Angeles  | 19e   | 100 m nage libre  |
| 1984 | Jeux olympiques       | Los Angeles  | 6e    | 4 × 100 m 4 nages |
| 1985 | Championnats d'Europe | Sofia        | 7e    | 100 m nage libre  |
| 1986 | Championnats du monde | Madrid       | 3e    | 50 m nage libre   |
| 1987 | Universiade           | Zagreb       | 2e    | 50 m nage libre   |
| 1987 | Championnats d'Europe | Schiltigheim | 5e    | 50 m nage libre   |
| 1988 | Jeux olympiques       | Séoul        | 11e   | 50 m nage libre   |
| 1988 | Jeux olympiques       | Séoul        | 18e   | 100 m nage libre  |

## Records personnels
| Course           | Temps   | Lieu   | Date         |
| ---------------- | ------- | ------ | ------------ |
| 50 m nage libre  | 25 s 93 | Madrid | 23 août 1986 |
| 100 m nage libre | 57 s 04 | Zurich | 5 avril 1986 |

| Course           | Temps   | Lieu    | Date             |
| ---------------- | ------- | ------- | ---------------- |
| 50 m nage libre  | 25 s 47 | Toronto | 3 mars 1988      |
| 100 m nage libre | 55 s 60 | Malmö   | 13 décembre 1986 |